# Национален учебен комплекс по култура
Националният учебен комплекс по култура с лицей за изучаване на италиански език и култура с участието на Република Италия, съкратено НУКК, е учебно заведение към Министерство на културата в София, квартал Горна баня. Провежда обучение и възпитание на деца на възраст от 4 до 19 години. Асоцииран е с ЮНЕСКО.
Създаден е с постановление на Министерския съвет от 19 ноември 1976 г. Започва работа от учебната 1976/7 година с 1 първа група на детската градина, паралелка първи клас и паралелка пети клас. През май 1992 г. с постановление на МС гимназиалната му степен се преобразува в Лицей с изучаване на италиански език и култура с чуждестранно участие. По-късно е преименуван на Национален учебен комплекс по култура с лицей с изучаване на италиански език и култура.
Според сайта на училището „в основата на създаването на училището стоят идеите на италианската педагожка д-р Мария Монтесори, която развива педагогическа теория за обучение и възпитание чрез изкуството за развитие на индивидуалните възможности на децата и младежите; за уважение към личността на детето и развитие на таланта на децата; за освобождаване на личността на детето от всякакви притеснения“.
Комплексът включва:
- детска градина,
- начален етап (I – IV клас),
- прогимназиален етап (V – VII клас) и
- Лицей с изучаване на италиански език и култура с 2 профила: хуманитарни науки и природни науки